# Florêncio José Ferreira Coutinho
Florêncio José Ferreira Coutinho (Vila Rica do Ouro Preto, ca. 1750 – aldaar, 10 juni 1819) was een Braziliaans componist, dirigent, organist, cantor (bas) en trompettist.

## Levensloop
Ferreira Coutinho behoorde sinds 1770 tot de broederschap Irmandade de São José dos Homens Pardos in zijn geboortestad. Hij was verder lid en werkzaam voor de Ordem Terceira dos Mínimos de São Francisco de Paula sinds 1811. Hij werkte als cantor (bas), organist, dirigent en trompettist in Vila Rica do Ouro Preto. In zijn inventaris is de trompet gedocumenteerd als eigendom. Het instrument werd beschreven met "vier ronden" en met reserveonderdelen (buizen), die werden gemonteerd op het instrument op verschillende tijdstippen. 
Vanaf 1770 was hij gehuwd met Micaela dos Anjos Lima Gonçalves. 
Als trompettist heeft hij ook meegewerkt in de "Banda da Regimento de Cavalaria de Linha" in Vila Rica do Ouro Preto. Het regiment werd in 1775 opgericht onder de naam Regimento de Cavalaria Regular. 
Hij werkte ook voor andere broederschappen in Vila Rica do Ouro Preto zoals de Irmandade de Nossa Senhora do Rosário dos Pretos, de Irmandade de Nossa Senhora das Mercês en de Irmandade de Santíssimo Sacramento. Voorts werkte hij op verschillende burgerlijke evenementen en voor de burgemeester van Vila Rica do Ouro Preto. In 1795 is er sprake van een opera van Ferreira Coutinho, maar die is verloren gegaan. Misschien is zijn compositorisch oeuvre veel groter geweest, dan nu uit manuscripten bekend is.

## Composities

### Missen en gewijde muziek
- Afferentur Regi (virgines) - Responsório (?) - Ofertório da Missa das Virgens Mártires
- Alma redemptoris - Antífona de Nossa Senhora, das Vésperas do sábado anterior ao Domingo do Advento até as Segundas Vésperas da Purificação
- Angelus Domini Responsório - I, das Matinas de Domingo de Páscoa
- Beata es Virgo Maria - Antífona do Magnificat das Vésperas de Nossa Senhora do Rosário em 7 de outubro ou Antífona das Segundas Vésperas da Maternidade de Nossa Senhora, em 11 de outubro
- Constitues (eos principes) - Gradual da Missa dos Apóstolos Pedro e Paulo, para o dia 29 de junho
- Dies iræ (Seqüência da Missa dos Mortos)
- Domine, ne longe - Intróito da Missa de Domingo de Ramos
- Encomendação para Anjinhos, voor 4 vocalisten, 2 violen, basso continuo en 2 trompetten
- Hæc dies - Gradual para [a Missa do] Domingo de Páscoa
- Kyrie (Ladainha do Senhor Bom Jesus do Bomfim), voor violen, altviool, 2 hobo's, 2 trompetten en basso continuo
- Kyrie eleison - Ladainha de Nossa Senhora
- Motetos para a Procissão dos Passos da Quaresma
- Música fúnebre
- Regina cæli - Antífona (de Nossa Senhora, das Completas do Sábado Santo até a Nona do sábado anterior à Oitava do Pentecostes)
- Salve Regina - Antífona (de Nossa Senhora, desde as Vésperas da Santíssima Trindade até a Nona do último Sábado antes do Advento)
- Salve matrona(, nobilissima Anna?) - Hino da Novena de Santa Ana
- Si quæris - Responsório de Novena ou Trezena
- Terra tremuit - Ofertório (da Missa de Domingo de Páscoa)
- Tristis est anima mea (Moteto para o Sermão da Paixão de Sexta-feira Santa)
- Veni Sancte Spiritus - Antífona de Invocação do Espírito Santo
- Venite, adoremus (Invitatório da Adoração da Cruz de Sexta-feira Santa)
- Vexilla Regis prodeunt (Hino à Santa Cruz da Procissão ao Santíssimo Sacramento de Sexta-feira Santa)
- Vidi conjunctes vivos

### Liederen
- A nobre assembléia, Modinha
- Não me deixes, ingrata, Modinha
- O menino quer nanar'', Modinha
- Oráculo de Amor, Modinha
- Querida Aspásia, Modinha